# Теренсайська сільська рада (Адамовський район)
Теренса́йська сільська рада (рос. Теренсайский сельский совет) — сільське поселення у складі Адамовського району Оренбурзької області Росії.
Адміністративний центр — селище Теренсай.

## Населення
Населення — 2490 осіб (2019; 2985 в 2010, 3519 у 2002).

## Склад
До складу сільської ради входять:
| Населений пункт            | Населення, осіб (2002) | Населення, осіб (2010) |
| -------------------------- | ---------------------- | ---------------------- |
| Андрієвка, село            | 317                    | 258                    |
| Білопольє, селище          | 459                    | 364                    |
| Слюдяний, селище           | 391                    | 370                    |
| Теренсай, селище           | 1476                   | 1284                   |
| Теренсай, станційне селище | 876                    | 709                    |